# Духове от бездната
„Духове в бездната“ (на английски: Ghosts of the Abyss) е документален филм от 2003 година, на носителя на „Оскар“ Джеймс Камерън.
Филмът е предназначен за прожектиране с IMAX 3D техонолгия за псевдотриизмерно кино.

## Сюжет
Камерън заедно със специализиран дълбоководен екип от експерти, историци и океанолози проследяват една подводна експедиция, изследваща останките на Титаник.